# Ostschweden
Unter Ostschweden, schwedisch Östra Sverige, versteht man das Kernland Schwedens. Ostschweden ist darüber hinaus die Bezeichnung einer schwedischen NUTS-1-Region.

## Zum Begriff
Ostschweden bildet sich aus den Ebenen der Halbinsel gegen Åland und Südfinnland hin. Dort liegen die Hauptstadt Stockholm, Uppsala, Nyköping, Norrköping und Örebro.
Der Begriff ist in der schwedischen Landesgeographie kaum üblich. Ostschweden kann auch allgemeiner zu Mittelschweden oder Südschweden im weiteren Sinne (Södra Sverige) gerechnet werden.
Als NUTS-1-Region SE1 umfasst Östra Sverige zwei Reichsgebiete (schwedisch Riksområde): 
- Stockholm/Stockholms län (SE11/SE110)
- Östra Mellansverige (SE12, ‚Ost-Mittelschweden‘) mit Uppsala län (SE121), Södermanlands län (SE122), Östergötlands län (SE123), Örebro län (SE124) und Västmanlands län (SE125)